# Richard Neill
Richard Renshaw Neill (Filadelfia, 12 novembre 1875 – Woodland Hills, 8 aprile 1970) è stato un attore statunitense.

## Biografia
Nato in Pennsylvania, a Filadelfia nel 1875, la sua carriera cinematografica, iniziata nel 1910, si svolse in gran parte all'epoca del cinema muto. Nei primi anni dieci, firmò le sceneggiature di un paio di film. Attore caratterista, prese parte a quasi centocinquanta pellicole, quattordici delle quali sonore. Si ritirò nel 1959.
Richard Neill morì all'età di 94 anni a Woodland Hills, nella casa di riposo per artisti, l'8 aprile 1970.

## Filmografia parziale

### Attore
- A Wireless Romance – cortometraggio (1910)
- The Unexpected Reward – cortometraggio (1910)
- More Than His Duty, regia di J. Searle Dawley – cortometraggio (1910)
- Into the Jaws of Death – cortometraggio (1910)
- A Daughter of the Mines, regia di J. Searle Dawley – cortometraggio (1910)
- The Cowpuncher's Glove, regia di Edwin S. Porter – cortometraggio (1910)
- The Romance of Hefty Burke – cortometraggio (1910)
- The Test of Friendship – cortometraggio (1911)
- The Disreputable Mr. Raegen – cortometraggio (1911)
- The Quarrel on the Cliff – cortometraggio (1911)
- The Crusader – cortometraggio (1911)
- The Crucial Test – cortometraggio (1911)
- The Doomed Ship, regia di J. Searle Dawley – cortometraggio (1911)
- Christian and Moor – cortometraggio (1911)
- The Spirit of the Gorge – cortometraggio (1911)
- The Venom of the Poppy – cortometraggio (1911)
- At Jones Ferry – cortometraggio (1911)
- The Lighthouse by the Sea, regia di Edwin S. Porter – cortometraggio (1911)
- Leaves of a Romance, regia di Edwin S. Porter – cortometraggio (1911)
- Three of a Kind, regia di J. Searle Dawley – cortometraggio (1911)
- A Perilous Ride, regia di J. Searle Dawley – cortometraggio (1911)
- Buckskin Jack, the Earl of Glenmore, regia di J. Searle Dawley – cortometraggio (1911)
- Uncle Hiram's List, regia di Oscar C. Apfel – cortometraggio (1911)
- A Question of Seconds – cortometraggio (1912)
- The New Editor – cortometraggio (1912)
- The Girl at the Key – cortometraggio (1912)

- All on Account of a Portrait, regia di C.J. Williams – cortometraggio (1913)
- A Pair of Foils, regia di C.J. Williams – cortometraggio (1913)

- A Daughter of the Wilderness, regia di Walter Edwin – cortometraggio (1913)
- The Witness to the Will, regia di George A. Lessey – cortometraggio (1914)
- The Active Life of Dolly of the Dailies, regia di Walter Edwin - serial (1914)
- An American King, regia di George Lessey – cortometraggio (1914)
- The Powers of the Air – cortometraggio (1914)
- The Price of the Necklace, regia di Charles Brabin – cortometraggio  (1914)
- The Resurrection of Caleb Worth, regia di Ashley Miller – cortometraggio (1914)
- The Adventure of the Stolen Papers, regia di Charles M. Seay – cortometraggio (1914)
- A Fugitive from Justice, regia di Preston Kendall – cortometraggio (1914)
- Frederick the Great, regia di Walter Edwin – cortometraggio (1914)
- The Song of Solomon, regia di Ashley Miller – cortometraggio (1914)
- The Counterfeiters, regia di Preston Kendall – cortometraggio (1914)
- A Deal in Statuary, regia di Charles M. Seay – cortometraggio (1914)
- Laddie, regia di George Lessey – cortometraggio (1914)
- The Mystery of the Lost Stradivarius, regia di George Lessey – cortometraggio (1914)
- The Birth of the Star Spangled Banner, regia di George A. Lessey – cortometraggio (1914)
- Treasure Trove, regia di Ashley Miller – cortometraggio (1914)
- The Mystery of the Glass Tubes, regia di Ben F. Wilson – cortometraggio (1914)
- The Case of the Vanished Bonds, regia di Langdon West – cortometraggio (1914)
- The Hand of Iron, regia di Langdon West – cortometraggio (1914)
- The New Partner, regia di Langdon West – cortometraggio (1914)
- Dickson's Diamonds, regia di Langdon West – cortometraggio (1914)
- The Adventure of the Wrong Santa Claus, regia di Charles M. Seay – cortometraggio (1914)

- The Broken Law, regia di Oscar Apfel (1915)
- The Labyrinth, regia di E. Mason Hopper (1915)
- A Modern Thelma, regia di John G. Adolfi (1916)
- A Child of the Wild, regia di John G. Adolfi (1917)
- Hit or Miss, regia di Dell Henderson (1919)
- The Dead Line, regia di Dell Henderson (1920)
- Una vendetta nel West (Born to the West), regia di John Waters (1925)
- Percy, regia di Roy William Neill (1925)
- Tumbleweeds, regia di King Baggot (1925)
- L'uomo senza volto (The Man Without a Face), regia di Spencer Gordon Bennet (1928)
- Maschera nera, cavallo bianco (Beyond the Sierras), regia di Nick Grinde (1928)